# Darell
Osvaldo Elías Castro Hernández (Puerto Rico, 5 de enero de 1990), conocido artísticamente como Darell, es un cantante y compositor puertorriqueño de trap latino y reguetón.

## Biografía
Nació en Puerto Rico, el 5 de enero de 1990, pero se trasladó a vivir a Nueva York, Estados Unidos y conoció a Belto, quién también interesado en el ámbito musical deciden formar un dúo llamado Darell & Belto o Belto & Darell.

## Carrera musical

### 2010–2012: Inicios
Comenzó en 2010 como parte del dúo Darell & Belto con la canción «Entrega a la maldad» para la producción Sangre Nueva 2, pero al final se descartó dicha canción para el álbum. Lanzó canciones como «Sateo» en 2010, «Si te dicen» en 2011 y «De Cali a Medellín» en 2012.

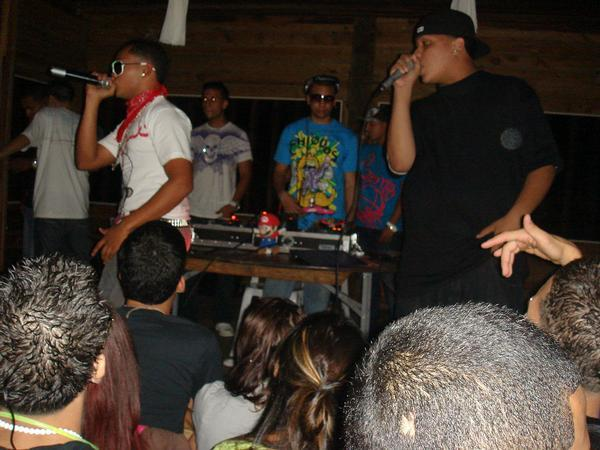
Belto (Izquierda) y Darell (Derecha)

### 2013–2015: Carrera como solista
Debutó como solista con su participación en el álbum del 2011 Parandoles La Movie de Pichy Boy y Skaary con la canción «Bala» y participando en colaboraciones como «No quiere compromiso» y «Inmortal» del 2012, pero no fue hasta 2013 cuando comienza su carrera como solista de manera permanente con la canción «Despedida de un hermano», el cual fue un homenaje para un conocido del exponente.
En 2014, firmó con el sello La Pompa Music con el cual lanzó varias canciones como «La verdad» en 2014, «La calle esta mala» y «No digas na» en 2015. Canciones como «To' el mundo carga un arma», «La noche es larga» y «Liberar el estrés» fueron liberados bajo el sello La Pompa Music por las plataformas digitales, luego de que el exponente saliera del sello en 2016.

### 2016–2018:La Verdadera Vuelta
Firmó con Real G 4 Life, Inc del cantante Ñengo Flow en 2016 con la canción «Ninguno se monta», el cual posicionó al exponente como unos de los nuevos talentos del trap y reguetón. Lanzó su primer mixtape titulado La Verdadera Vuelta, el cual contó con las colaboraciones de Ñengo Flow, Anuel AA, Jory Boy, Tempo, Tali y Lito Kirino que se ubicó #7 en Latin Rhythm Albums por dos semanas consecutivas.
En 2017, participó en la canción «Te boté» de Nio García, y Casper Mágico, el cual contó con una remezcla lanzada en 2018 junto a Bad Bunny, Ozuna y Nicky Jam, que se posicionó en la posición #1 del Hot Latin Song de Billboard durante 26 semanas, y en 2018 el sencillo «Asesina» de Brytiago, el cual se posicionó el cual se ubicó en el puesto #50 en Hot Latin Songs.
En marzo de 2018, colabora con el cantante boricua Papi Wilo para lanzar el tema "Otro Día Más" (Junto a Boy Wonder CF), la canción contiene más de 13 millones de reproducciones. 

### 2019-presente: LVV: The Real Rondon
En 2019, prometió lanzar su álbum debut titulado Everybody Go To The Discotek, en dicho año pero al final esto no logró concretarse. En ese mismo año participó en la canción «Otro trago» de Sech, que alcanzó las cimas de las listas estadounidenses, al ubicarse en el puesto #1 en el Hot Latin Songs y en el puesto #34 en el Billboard Hot 100. También estuvo nominada a los Premios Grammy Latinos en las categorías de Mejor Fusión Urbana y Mejor Canción del Año. Además alcanzó el puesto número uno en Panamá, país natal de Sech, así como en España, Argentina, Colombia, Perú, Paraguay, Honduras y México.
En 2020 Lanzó su primer álbum de estudio, titulado LVV: The Real Rondon denominado también como La Verdadera Vuelta 2, debido a que el artista aclaró que la esencia del disco sería la esencia que lo hizo conocido, el trap. El álbum alcanzó la posición #48 en Top Latin Albums y contó con las colaboraciones de Ñengo Flow, Miky Woodz, De La Ghetto, Kevvo, Gerardo Ortiz, entre otros.

## Polémicas
En 2018, estuvo envuelto en una polémica cuando el 3 de abril fue acusado de violencia de género por agredir a una mujer de 22 años durante un encuentro en Bayamón. La víctima denunció el caso a los Agentes de la División de Violencia Doméstica de Bayamón al día siguiente. Sin embargo, Darell afirmó que también había sido agredido por la mujer.
El 10 de marzo de 2021, tuvo un conflicto con Flex. El rapero emitió un video en sus redes sociales pidiendo al productor panameño El Chombo que "reviviera a Flex, que estaba prácticamente muerto en la escena musical". Según los testimonios del rapero, el altercado ocurrió después de que él y El Chombo tuvieran una reunión en un estudio musical en Miami, durante la cual este último aseguró que "el reguetón ya estaba muerto y que ya no sonaba". Este incidente causó molestias entre los fanáticos de Flex y en todo el público de Panamá, quienes respondieron a Darell e incluso le escribieron en su cuenta personal de Instagram que no podía hablar mal de un cantante que había ganado ocho premios Billboard de la música latina, un premio Juventud, tres premios Lo Nuestro, y un Grammy latino, ni tampoco hablar mal de la música de Panamá, ya que él era conocido principalmente por su participación en el sencillo "Otro trago" de Sech, quien también es panameño.

## Discografía
Álbumes de estudio
- 2020: LVV: The Real Rondon
- 2023: Everybody Go to the Discotek
- 2024: Darell 2024

Mixtapes
- 2016: La verdadera vuelta

## Premios y nominaciones
Premios Billboard de la música latina
| Año  | Nominado                                                                               | Galardón                            | Resultado | Ref.   |
| ---- | -------------------------------------------------------------------------------------- | ----------------------------------- | --------- | ------ |
| 2019 | Te boté (Remix) con Ozuna, Bad Bunny, J Balvin, Casper Mágico, Nio García y Nicky Jam. | Canción Latin Rhythm del Año        | Nominado  | [ 29 ] |
| 2019 | Te boté (Remix) con Ozuna, Bad Bunny, J Balvin, Casper Mágico, Nio García y Nicky Jam. | Canción del Año, Airplay            | Nominado  | [ 29 ] |
| 2019 | Te boté (Remix) con Ozuna, Bad Bunny, J Balvin, Casper Mágico, Nio García y Nicky Jam. | Hot Latin Song - Colaboración Vocal | Ganador   | [ 29 ] |
| 2019 | Te boté (Remix) con Ozuna, Bad Bunny, J Balvin, Casper Mágico, Nio García y Nicky Jam. | Canción del Año, Streaming          | Ganador   | [ 29 ] |
| 2019 | Te boté (Remix) con Ozuna, Bad Bunny, J Balvin, Casper Mágico, Nio García y Nicky Jam. | Hot Latin Song - Canción del Año    | Ganador   | [ 29 ] |
| 2019 | Te boté (Remix) con Ozuna, Bad Bunny, J Balvin, Casper Mágico, Nio García y Nicky Jam. | Canción del Año, Digital            | Nominado  | [ 29 ] |

Billboard Music Awards
| Año  | Nominado                                                                               | Galardón             | Resultado | Ref.   |
| ---- | -------------------------------------------------------------------------------------- | -------------------- | --------- | ------ |
| 2019 | Te boté (Remix) con Ozuna, Bad Bunny, J Balvin, Casper Mágico, Nio García y Nicky Jam. | Mejor Canción Latina | Ganador   | [ 30 ] |

Premios Latin Grammy
| Año  | Nominado                | Galardón             | Resultado | Ref.                 |
| ---- | ----------------------- | -------------------- | --------- | -------------------- |
| 2019 | "Otro trago" (Con Sech) | Mejor fusión urbana  | Nominado  | [ 31 ] [ 32 ] [ 33 ] |
| 2019 | "Otro trago" (Con Sech) | Mejor canción urbana | Nominado  | [ 33 ] [ 31 ] [ 32 ] |